# Zinaspa neglecta
Zinaspa neglecta är en fjärilsart som beskrevs av South 1913. Zinaspa neglecta ingår i släktet Zinaspa och familjen juvelvingar. Inga underarter finns listade i Catalogue of Life.